# (You Make Me Feel Like) A Natural Woman
"(You Make Me Feel Like) A Natural Woman" là một đĩa đơn do ca sĩ nhạc soul của Hoa Kỳ Aretha Franklin phát hành qua hãng thu âm Atlantic. Bài hát được Carole King và Gerry Goffin hợp soạn, cùng với sự góp mặt của nhà sản xuất thu âm Jerry Wexler của hãng đĩa Atlantic. Được viết riêng cho Franklin, bản thu âm đã trở hành một hit lớn giành vị trí thứ 8 trên bảng xếp hạng Billboard Hot 100, và trở thành một trong những bài hát gắn liền với tên tuổi của bà. Nó đã tạo nên lịch sử trong bảng xếp hạng đĩa đơn ở UK một tuần sau khi bà qua đời, khi cuối cùng lọt vào bảng xếp hạng ở vị trí thứ #79 sau tận gần 51 năm kể từ lần đầu phát hành. Franklin cũng thu live bài hát này trong album Aretha in Paris năm 1968. Carole King đã trình diễn và thu một bản của bài hát, bên cạnh đó còn có Mary J. Blige, Celine Dion, và nhiều người khác. Tại Kennedy Center Honors năm 2015, Aretha Franklin đã trình diễn ca khúc này để vinh danh người nhận giải là Carole King.

## Bản thu gốc
Được sáng tác bởi sự hợp tác nổi tiếng giữa Gerry Goffin và Carole King, bài hát được lấy cảm hứng từ người đồng sáng lập hãng Atlantic Records kiêm nhà sản xuất Jerry Wexler. Như lời kể trong cuốn tự truyện của mình, Wexler, khi ấy là một sinh viên ngành văn hóa âm nhạc Mỹ-Phi, đã suy tư về một khái niệm gọi là "người đàn ông tự nhiên" khi anh lái xe cùng King trên những con phố ở New York. Anh hét lên với cô rằng anh muốn có một bài hát về "người phụ nữ tự nhiên" cho album tiếp theo của Aretha Franklin. Họ trở về nhà và viết ca khúc vào đêm hôm ấy. Trong lời cảm tạ, Goffin và King đã ghi công của Wexler như là một người đồng sáng tác.

### Personnel
- Aretha Franklin – ca sĩ chính
- Spooner Oldham – piano
- Tommy Cogbill – bass
- Gene Chrisman – trống
- The Sweet Inspirations, Carolyn Franklin & Erma Franklin – giọng bè
- dàn dây do Ralph Burns điều khiển

### Bảng xếp hạng
| Bảng xếp hạng (năm 1967) | Ví trí cao nhất |
| ------------------------ | --------------- |
| Úc                       | 36              |
| Canada RPM               | 11              |
| Billboard Hoa Kỳ Hot 100 | 8               |
| Billboard R&B Hoa Kỳ     | 2               |
| Cash Box Top 100 Hoa Kỳ  | 12              |
| Top 100 UK               | 79 (năm 2018)   |

## Khác phiên bản sau

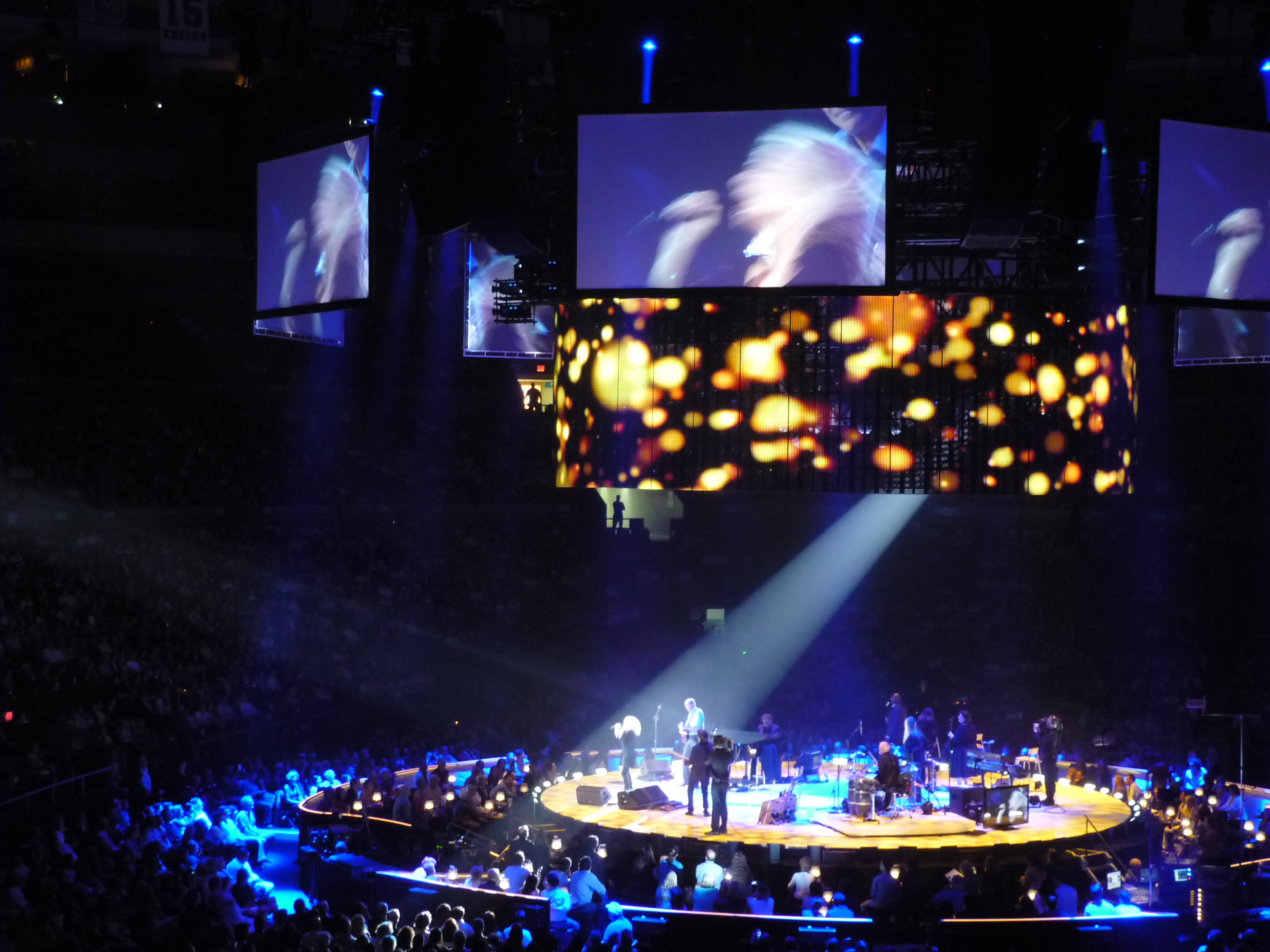
Carole King trình diễn "(You Make Me Feel Like) A Natural Woman" năm 2010

"Natural Woman" được phát hành bởi Peggy Lipton vào năm 1968 trong album cùng tên của mình qua hãng đĩa Ode Records, bởi Freddie Hughes vào năm 1968 trong album "Natural Man" (Wand Records 1192), và bởi George Benson trong album Goodies năm 1968 (Verve Records V6-8771).
Peggy Lee phát hành một phiên bản của ca khúc trong album năm 1969 của bà A Natural Woman.
Nó cũng được Carole King thu âm trong album gây dấu ấn năm 1971 Tapestry. Celine Dion thu âm bài hát vào năm 1995 cho album Tapestry Revisited: A Tribute to Carole King, và phát hành nó như một đĩa đơn. Mary J. Blige cũng thu âm trong năm đó cho album New York Undercover.
Rod Stewart hát lại trong album Smiler năm 1974.
Joyce Sims thu âm một phiên bản của ca khúc cho album năm 1989 của bà All bout Love.
Beccy Cole hát live trong album năm 2007 của cô, Live @ Lizotte's.
Carole King và Gloria Estefan hợp diễn ca khúc vào tháng 5 năm 2009 trong các buổi hòa nhạc She's Got a Friend tại Foxwoods Resort Casino ở Connecticut. Phần thu tiếng từ một trong những buổi trình diễn này đã được đặt vào album năm 2013 của Estefan, The Standards.
Năm 2012, Christine Anu hát lại ca khúc trong album Rewind: The Aretha Franklin Songbook.
Năm 2014, Amber Riley hát lại trong tập phim "Bash," ở mùa thứ năm của loạt phim truyền hình nhạc kịch hài Glee của kênh Fox's.
Vào tháng 12 năm 2015, Aretha Franklin đã có một màn trình diễn được hoan nghênh trên toàn thế giới tại buổi lễ trao thưởng Kennedy Center Honors trong phần vinh danh Carole King.

### Phiên bản của Mary J. Blige

#### Bảng xếp hạng
| Bảng xếp hạng (1995–96)                  | Vị trí cao nhất |
| ---------------------------------------- | --------------- |
| Hà Lan (Dutch Top 40)                    | 36              |
| Hà Lan (Single Top 100)                  | 46              |
| New Zealand (Recorded Music NZ)          | 15              |
| Anh Quốc (OCC)                           | 23              |
| Hoa Kỳ Billboard Hot 100                 | 95              |
| Hoa Kỳ Hot R&B/Hip-Hop Songs (Billboard) | 39              |

### Phiên bản của Celine Dion
"(You Make Me Feel Like) A Natural Woman" được Celine Dion phát hành như một đĩa đơn quảng cáo vào tháng 11 năm 1995 ở Bắc Mỹ và Vương quốc Anh. Nó cũng được chọn vào một album vinh danh Carole King, gọi là Tapestry Revisited: A Tribute to Carole King ra ngày 24 tháng 10 năm 1995. Sau đó, Dion thêm bản thu này vào hầu hết các lần xuất bản của album năm 1996 Falling into You. Bản thu âm do David Foster sản xuất. Phiên bản của Dion đạt được thành công vừa phải trên những bảng xếp hạng đương thời, vươn lên vị trí thứ 4 ở Canada và 31 ở Hoa Kỳ. Trong năm 2008, ca khúc đã được chọn trong My Love: Ultimate Essential Collection phiên bản Hoa Kỳ. Khi Falling Into You thắng giải Grammy dành cho album của năm 1998, bài hát đã trở thành ca khúc đầu tiên xuất hiện ở cả hai album giành giải năm - tiếp sau sự thành công của Tapestry năm 1971.
Vào ngày 14 tháng 4 năm 1998, Dion, Aretha Franklin, Mariah Carey, Shania Twain, Gloria Estefan và Carole King trình diễn ca khúc trong buổi hòa nhạc VH1 Divas tại Nhà hát Beacon, New York. Sáu giọng ca được đài truyền hình cáp âm nhạc VH1 lựa chọn để quyên tiền cho Save the Music, tổ chức từ thiện giáo dục của họ. Được quảng cáo rầm rộ trên báo chính, sự kiện này đã đem lại chiến thắng xếp hạng cho VH1 – quá thành công, trên thực tế, nhà mạng đã đồng ý phát hành buổi hòa nhạc trên đĩa và băng vào ngày 6 tháng 10 năm 1998. Tại thời điểm đó "(You Make Me Feel Like) A Natural Woman" (do tất cả các diva trình diễn) được phát trên đài phát thanh ở một số quốc gia.

#### Nhân sự
- Celine Dion – trình diễn, hát (bè)
- Lynn Davis – hát (bè)
- David Foster – aranger, keyboard, nhà sản xuất
- Gerry Goffin – sáng tác
- Carole King – sáng tác
- Michael Thompson – guitar
- Jerry Wexler – sáng tác

#### Định dạng và danh sách bài
1995 promotional CD single
1. "(You Make Me Feel Like) A Natural Woman" – 3:40

1998 promotional CD single
1. "(You Make Me Feel Like) A Natural Woman" (live) – 5:15
2. "You've Got a Friend" (live) – 5:28

#### Bảng xếp hạng
| Bảng xếp hạng (1995–96)               | Vị trí cao nhất |
| ------------------------------------- | --------------- |
| Canada Top Singles (RPM)              | 47              |
| Canada Adult Contemporary (RPM)       | 4               |
| Hoa Kỳ Adult Contemporary (Billboard) | 31              |

| Bảng xếp hạng (1996)            | Vị trí cao nhất |
| ------------------------------- | --------------- |
| Canada Adult Contemporary (RPM) | 53              |